# Lechona
La lechona és un plat típic de la regió colombiana del Tolima. Aquest plat fort està compost per carn de porc i pèsol cuinada. És servit amb arepas de blat de moro blanc i una varietat de natilla que localment es coneix com a "insulso".

## Preparació
La lechona ha de tenir un pes d'aproximadament 115 lliures. Posteriorment es neteja l'animal i s'extreu la carn amb cura de no trencar la pell deixant el cap intacte. Per donar-li millor sabor a la part externa de la lechona se li ha d'aplicar sal, la qual cosa donarà com a resultat una millor cocció, color i presentació del plat.
La carn que es va extreure és adobada amb ceba llarga picada, alls pelats i triturats, aigua, sal, pebre i comí. Val la pena agregar que la carn de les costelles no s'ha de separar, ja que serà part fonamental de l'estructura final del plat, aquesta ha de ser igualment adobada. Una vegada la carn estigui adobada es procedeix a la preparació del farciment, que consta de: pèsol, llard de porc i ceba finament picada. Tot això es fregeix en una cassola agregant la carn picada i adobada.
S'emplena la lechona tenint en compte que s'ha de posar una capa de carn i os de costella, seguida del farciment, prèviament preparat, repetint aquest procediment fins a omplir completament la pell del porc, s'ha d'emplenar d'aquesta manera perquè l'estructura de la lechona es mantingui. S'ha de cosir la lechona en punt de creu i es porta al forn en una graella amb buits. Quan la lechona ja estigui en el forn s'ha de banyar amb suc de taronja agra perquè la seva part externa torri adequadament i quedi cruixent.

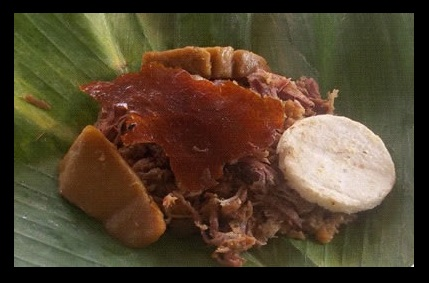
Plat de Lechona

S'ha de preparar en el forn per 3 hores a 400 graus i després 2 hores a 200 graus. Tradicionalment, es prepara en forns de fang pre escalfats i la seva cocció és d'aproximadament 12 hores. Després d'això, s'ha de deixar refredar, per servir en plats individuals repartint porcions de farcit i pell equitativament, acompanyat per arepa de blat de moro blanc, "insulso" i una beguda al gust.